# Битка при Стефаниана
Битката при Стефаниана от май 1344 година е битка от малък мащаб между силите на Сръбското кралство и турското Айдънско емирство, съюзник на византийския император Йоан VI Кантакузин. Командир от сръбска страна е войводата Григорий Прелюб, който служи на Стефан Душан. Сражението е спечелено от турците, но в крайна сметка те не успяват да спрат последващото завладяване на византийска Македония от Стефан Душан.